# Ernelláék Farkaséknál
Pour plus de détails, voir Fiche technique et Distribution.
Ernelláék Farkaséknál est un film dramatique hongrois réalisé par Szabolcs Hajdu et sorti en 2016.
Il s'agit d'une adaptation de la pièce de théâtre éponyme créée par Szabolcs Hajdu lui-même.

## Synopsis
Il y a un an, Ernella, Albert et leur fille Laura, âgée de 10 ans, ont quitté la Hongrie à la recherche d'une vie meilleure en Écosse. Mais ils ne parviennent pas à s'y installer et, au milieu de la nuit, ils se retrouvent à la porte d'Eszter, la sœur d'Ernella. Eszter, son mari Farkas et leur fils Bruno, âgé de cinq ans, vivent dans des conditions bien meilleures qu'Ernella et sa famille, qui ont des problèmes financiers. Les deux familles n'ont jamais vraiment vécu en harmonie l'une avec l'autre et, bien que les deux sœurs ne soient d'accord sur rien, Ernella adore être avec Eszter. La tension monte progressivement que les deux familles vivent sous le même toit.

## Fiche technique
- Titre original hongrois : Ernelláék Farkaséknál[1] (litt. « Les Ernella chez les Farka »)
- Réalisateur : Szabolcs Hajdu
- Scénario : Szabolcs Hajdu
- Photographie : Csaba Bántó
- Montage : Szilvia Papp
- Société de production : Filmworks
- Pays de production :  Hongrie
- Langue originale : hongrois
- Format : couleurs - 2,35:1
- Durée : 81 minutes
- Genre : Drame
- Dates de sortie :
  - Tchéquie : 7 juillet 2016
  - Hongrie : 29 septembre 2016
  - France : 11 décembre 2016

## Distribution
- Imre Gelányi : Sanyi
- Lujza Hajdu : Laura
- Szabolcs Hajdu : Farkas
- Zsigmond Hajdu : Brúnó
- Domokos Szabó : Albert
- Ágota Szilágyi : Imola
- Erika Tankó : Ernella
- Orsolya Török-Illyés : Eszter